# 方丹拉乌勒
方丹拉乌勒（法語：Fontaine-Raoul，法語發音：[fɔ̃tɛn ʁaul]）是法国卢瓦-谢尔省的一个市镇，属于旺多姆区。

## 地理
方丹拉乌勒（47°59'26"N, 1°8'20"E）面积21.9 平方千米，位于法国中央-卢瓦尔河谷大区卢瓦-谢尔省，该省份为法国中北部省份，北起厄尔-卢瓦省，东北接卢瓦雷省，东南接谢尔省，南至安德尔省，西南接安德尔-卢瓦尔省，西北接萨尔特省。
与方丹拉乌勒接壤的市镇（或旧市镇、城区）包括：布夫里、绍维尼迪佩尔什、埃格沃讷河畔吕昂、圣伊莱尔-拉格拉韦勒、圣让弗鲁瓦芒泰勒、克莱尔城、维勒布。

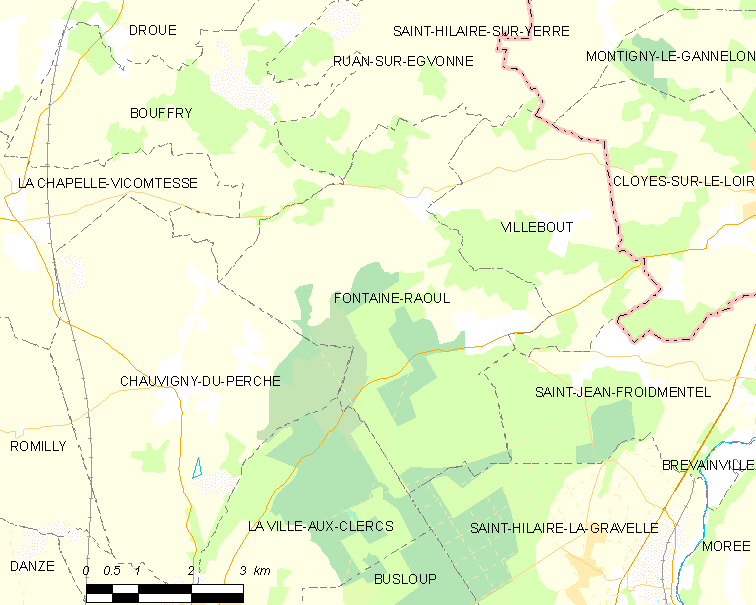
方丹拉乌勒的OSM定位图

方丹拉乌勒的时区为UTC+01:00、UTC+02:00（夏令时）。

## 行政
方丹拉乌勒的邮政编码为41270，INSEE市镇编码为41088。

## 政治
方丹拉乌勒所属的省级选区为佩尔什县。

## 人口

1962-2008年间方丹拉乌勒人口变化图示

方丹拉乌勒于2022年1月1日时的人口数量为235人。